# طيبة الإمام
طيبة الإمام مدينة سورية في ناحية صوران التابعة لمنطقة حماة. تقع في الريف الشمالي الغربي لمدينة حماة. تقع على بعد 3 كيلومترات غرب الطريق الدولي (حماة - حلب) و 18 كيلومتراً شمال حماة و 120 كيلومتراً جنوب حلب. يقدر عدد سكانها بحوالي 24 ألف نسمة،[محل شك] ويتبع لها تنظيمياً عدة بلدات وأزوار (قرى تحاذي نهر العاصي).

## سبب التسمية
سُمّيت مدينة طيبة الإمام نسبة إلى ضريح رُفاة الحفيد السادس لـ الإمام علي بن أبي طالب، وهو الإمام علي بن الحسين بن علي زين العابدين بن الحسين بن علي بن أبي طالب، حيث دُفِن جثمانه في هذا المكان منذ أكثر من ألف عام، ولعل اسم المدينة قد اشتـق من نسبتها إلى الإمام علي صاحب الضريح المذكور .

## الاقتصاد والتعليم
يقوم الاقتصاد في مدينة طيبة الإمام على التجارة والزراعة والصناعة، حيث تنتشر فيها زراعة الأشجار المثمرة وأهمها أشجار الفستق الحلبي والزيتون وكذلك زراعة العنب إضافة لعدد آخر من الزراعات الموسمية، وتجارياً تنتشر فيها المحلات التجارية وأهمها صناعة الأحذية الجلدية وتقوم بعض المنشآت الصناعية والصناعات الخفيفة في المدينة كافة الخدمات الصحية والعلمية والرياضية والاجتماعية ومركز ثقافي ومراكز خدمات. فريق المدينة للكرة الطائرة من فرق الدرجة الأولى على مستوى الجمهورية
وتعتبر مدينة طيبة الإمام في المرتبة الأولى على مستوى الجمهورية العربية السورية نسبة لعدد السكان من ناحية التحصيل العلمي حيث يكثر فيها الأطباء من كافة الاختصاصات والصيادلة والمهندسون والمعلمون والعديد من الأكادميين من حملة شهادات الماجستير والدكتوراه.[بحاجة لمصدر]

## المعالم الأثرية
طيبة الإمام مدينة تاريخية اكتشف فيها العديد من اللقى الأثرية بعضها معروض في متحف حماة، ومن أبرز المعالم المئذنة المستطيلة (الهزازة واحدة من 3 في العالم) لمسجد الإمام وهي من أبرز المعالم إلا أنها دُمّرت بشكل كامل في أواخر عام 2016م واتهم ناشطون قوات النظام السوري بقصف المأذنة الأثرية وتدميرها
بالإضافة إلى وجود عدد من الآثار الأخرى، بعد اكتشاف لوحة الفسيفساء التي تعد من أكبر وأجمل لوحات الفسيفساء في العالم، هذه اللوحة الفريدة النادرة.
في عام 2010 حصل كشف أثري جديد، حوالي 100 متر شرق مبنى المقسم في طيبة الإمام تم اكتشاف معبد تحت الأرض 5 متر عندما قام أحد السكان يهم بمشروع سكني وقد تم إعلام الجهات المختصة إلى أن يتم العمل على الاستفادة منها ومن الجدير بالذكر أن هنا الكشف يقع شمال شرق المتحف بحوالي 500 متر تقريبا مما يؤكد أن هذه المنطقة منطقة آثار حيث تم الكشف عن مدينة تحت الأرض تقع بين مبنى البلدية والمقسم ومعمل السجاد منذ أكثر من 15 سنة.

## فسيفساء طيبة الإمام

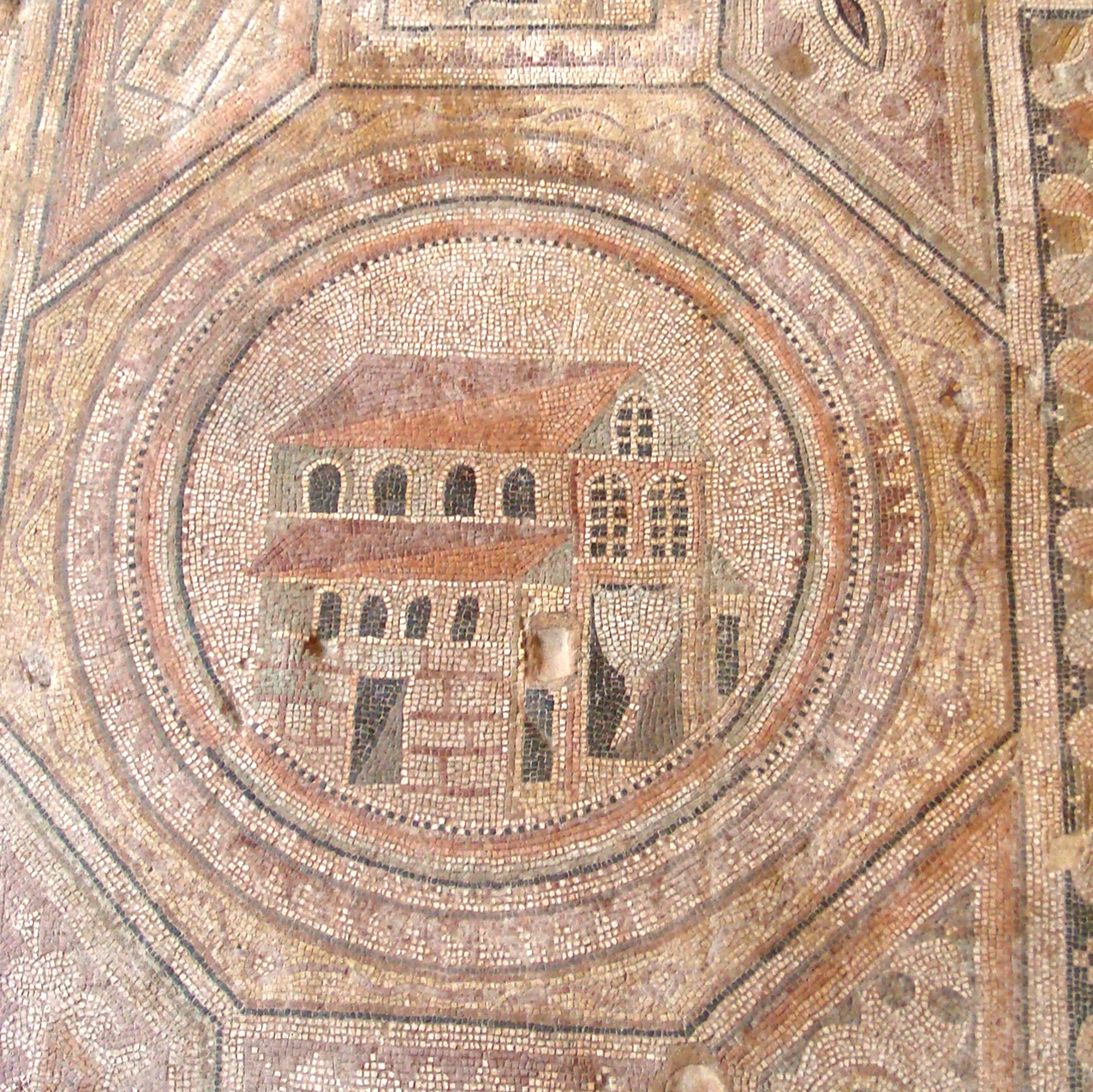
فسيفساء طيبة الإمام

أُقيم في مدينة طيبة الإمام متحف متميز يضم لوحة فسيفساء هي أكبر لوحة فسيفساء في العالم، حيث تبلغ مساحتها حوالي 600 متر مربع، لوحة بديعة نادرة رسومات غاية في الروعة والجمال وقد شارك في إعادة تركيب وتجهيز اللوحة النادرة في المتحف فريق عمل سوري وإيطالي متخصص.
ويرجع تاريخها إلى القرن الخامس الميلادي وعليها رسومات وأشكال ترمز لعدة قضايا إنسانية وحضارية وفكرية.
وتتمتع اللوحة التي تم اكتشافها من قبل مديرية آثار حماة بين عامي 1985 و 1987 بينما يعود تاريخها الأصلي إلى 442 ميلادية بجمال أخّاذ وأسلوب زخرفي وهندسي غير مسبوق ونظراً للأهمية الكبيرة والمكانة العالية التي تحتلها اللوحة فنياً وتاريخياً فقد قامت المديرية العامة للآثار والمتاحف بالتعاون مع الحكومة الإيطالية بإنشاء مبنى فوق اللوحة وفي محيطها وجعلها متحفا يتيح للزوار والسائحين الفرصة للتمتع بمشاهدة اللوحة من جميع الجهات والتعرف على أدق التفاصيل فيها علاوة على حمايتها من التعرض للتخريب أو الاندثار وقال جمال رمضان رئيس دائرة آثار حماة إنه وفقاً للمصادر التاريخية فإن هذه اللوحة كانت تشكل أرضية لكنيسة في العهد البيزنطي وقد استكملت عام 442 ميلادية وسميت هذه الكنيسة على اسم القديسين الشهداء لافتاً إلى الدقة المتناهية في صنع وتصميم واتساع نطاق اللوحة وامتدادها وصغر حجم المكعبات الحجرية التي تحتويها والوقت الطويل والجهد المضني الذين استغرقتهما عمليات إنشائها.

## طيبة الإمام والثورة السورية
مع إندلاع الثورة السورية في 2011م خرجت أول مظاهرة في المدينة في يوم الجمعة العظيمة بتاريخ 2011/4/22م طالب خلالها المتظاهرين بالحرية ورحيل رأس النظام بشار الأسد كما تميزت المدينة بالكرنفالات الثورية اليومية والأسبوعية وما يتخللها من لوحات فنية ثورية قلّما شوهدت في باقي المناطق، شهدت المدينة حملات دهم واعتقالات تعسفية شنتها قوات النظام السوري عدة مرات في 2011م و2012م وتعرضت المدينة في أوقات متفرقة من الحرب في سوريا لقصف من الطيران الحربي والمروحي السوري وسلاح الجو الروسي إضافة لاستهدافها براجمات الصواريخ والمدفعية الثقيلة وتسبب ذلك بدمار واسع فيها مما أدى إلى نزوح وتهجير قسم كبير من أهالي المدينة إلى تركيا وشمال سوريا.

## هجوم حماة 2016
في 30 أغسطس/2016 م شنّ تنظيم جند الأقصى هجوم واسع على مواقع قوات النظام السوري في مدينة طيبة الإمام بدأه بتفجير عربة مفخخة يقودها عمر الجزراوي في حاجز المداجن بمحيط المدينة، وتبعها اشتباكات مع عناصر قوات النظام انتهت بسيطرة التنظيم على كامل المدينة، عاودت القوات المسلحة السورية الهجوم على المدينة وسيطرت عليها في نيسان/2017 م بتغطية نارية من سلاح الجو الروسي وراجمات الصواريخ.